# 333081 Cutts
333081 Cutts este o planetă minoră (asteroid) din centura de asteroizi. A fost descoperită pe 13 septembrie 2007 la Mount Lemmon⁠(d) de Mount Lemmon Survey⁠(d). 
Obiectul prezintă o orbită caracterizată de o semiaxă mare de 2,4544095425376 UAi, o excentricitate de 0,17231306946553, o înclinație de 4,1747559106375 ° în raport cu ecliptica.